# Монти, Витторио
Витто́рио Мо́нти (итал. Vittorio Monti; 1868—1922) — итальянский скрипач, композитор и дирижёр.
Обучался в неаполитанской консерватории Сан-Пьетро-а-Майелла по классам скрипки Ф. Пинто (который был также учителем Франческо Паоло Тости) и композиции Паоло Серрао. В 1886 году перебрался в Париж, где совершенствовал своё исполнительское мастерство под руководством Камилло Сивори, единственного ученика Никколо Паганини. Был принят в оркестр Ламурё и долгие годы был его концертмейстером. Помимо скрипки Монти играл также на мандолине и оставил учебник игры на этом инструменте. В 1900 году стал дирижёром в концертном зале «Париж-Концерт» (Paris-Concert).
Среди произведений Монти были балеты, оперетты, инструментальные и вокальные пьесы. Однако своё время пережило лишь одно его сочинение — чардаш с одноимённым названием, небольшая (средняя длительность 4,5 минуты) салонная пьеса для скрипки или мандолины в сопровождении фортепиано в семи частях, созданная на основе венгерских народных танцевальных мелодий. Чардаш был написан примерно в 1904 году и с тех пор стал неотъемлемой частью репертуара, прежде всего венгерских и цыганских исполнителей. Также его часто исполняют скрипачи-солисты, желающие продемонстрировать свои технические навыки и умение показать тембральные возможности инструмента.